# Panjshir Balch
Der Futbolniy Klub Panjshir Balch, auch einfach nur Panjshir Balch (tadschikisch Панҷшер Балх) genannt, ist ein tadschikischer Fußballklub aus Balch. Aktuell spielt der Verein in der ersten Liga, der Wysschaja Liga.

## Erfolge
- Tadschikischer Zweitligameister: 2023  ▲

## Stadion
Der Verein trägt seine Heimspiele im Uktam Mammatova Stadium aus. Das Stadion hat ein Fassungsvermögen von 7000 Personen.

## Saisonplatzierung
| Saison | Liga                 | Level | Platz | Tajik Cup    |
| ------ | -------------------- | ----- | ----- | ------------ |
| 2017   | Wysschaja Liga       | 1     | 7.    |              |
| 2018   | Wysschaja Liga       | 1     | 7.    |              |
| 2019   | Wysschaja Liga       | 1     | 8. ▼  |              |
| 2020   | Tajik First Division | 2     | 3.    |              |
| 2021   | Tajik First Division | 2     | 7.    |              |
| 2022   | Tajik First Division | 2     | 6.    |              |
| 2023   | Tajik First Division | 2     | 1. ▲  | Achtelfinale |
| 2024   | Wysschaja Liga       | 1     | 11.   |              |

## Trainer
| Trainer            | Nation        | von             | bis               |
| ------------------ | ------------- | --------------- | ----------------- |
| Alier Ashurmamadov | Tadschikistan | 1. Januar 2018  | 31. Dezember 2019 |
| Rustam Khodzhaev   | Tadschikistan | 22. August 2018 | 5. Januar 2019    |